# Felix (Spanyolország)
Felix község Spanyolországban, Almería tartományban. Lakosainak száma 770 fő (2024).

## Földrajza
Felix Enix, Vícar, Dalías, Canjáyar, Instinción, Bentarique és Terque községekkel határos.

## Népesség
A település lakosságának változását az alábbi diagram mutatja:
| Lakosok száma | 562  | 564  | 513  | 654  | 661  | 651  | 658  | 628  | 664  | 770  |
|               | 2001 | 2004 | 2006 | 2009 | 2011 | 2014 | 2016 | 2019 | 2021 | 2024 |